# Lijst van voetbalinterlands Benin - Zuid-Afrika
Deze lijst van voetbalinterlands is een overzicht van alle officiële voetbalwedstrijden tussen de nationale teams van Benin en Zuid-Afrika. De Afrikaanse landen speelden tot op heden drie keer tegen elkaar. De eerste ontmoeting was een groepswedstrijd tijdens de Afrika Cup 2004 op 27 januari 2004 in Sfax (Tunesië). Het laatste duel, een kwalificatiewedstrijd voor het Wereldkampioenschap voetbal 2026, werd gespeeld op 25 maart 2025 in Abidjan (Ivoorkust).

## Wedstrijden
| № | Plaats  | Datum            | Competitie           | Wedstrijd           | Uitslag |
| - | ------- | ---------------- | -------------------- | ------------------- | ------- |
| 1 | Sfax    | 27 januari 2004  | Afrika Cup 2004      | Zuid-Afrika − Benin | 2 − 0   |
| 2 | Durban  | 18 november 2023 | WK 2026 kwalificatie | Zuid-Afrika − Benin | 2 − 1   |
| 3 | Abidjan | 25 maart 2025    | WK 2026 kwalificatie | Benin − Zuid-Afrika | 0 − 2   |

## Samenvatting
| Competitie      | Totaal gespeeld | Winst Benin | Gelijk | Winst Zuid-Afrika | Doelsaldo Benin – Zuid-Afrika |
| --------------- | --------------- | ----------- | ------ | ----------------- | ----------------------------- |
| WK-kwalificatie | 2               | 0           | 0      | 2                 | 1 − 4                         |
| Afrika Cup      | 1               | 0           | 0      | 1                 | 0 − 2                         |
| Totaal          | 3               | 0           | 0      | 3                 | 1 − 6                         |

Wedstrijden bepaald door strafschoppen worden, in lijn met de FIFA, als een gelijkspel gerekend.